# Contrato psicológico
Contrato psicológico es el nombre que la psicología da a la parte implícita de una relación laboral. El contrato psicológico está constituido por el conjunto de compromisos que el trabajador espera de la empresa u organización para la que trabaja, además de las explícitas, y viceversa.

## Elementos habituales
Es habitual que el trabajador espere encontrar en su trabajo unos incentivos extras, como son el reconocimiento por su trabajo y un trato amable y digno. A la larga el trabajador también puede esperar otros reconocimientos como ascensos o aumentos salariales que hagan explícito ese reconocimiento implícito.
Por otro lado, el empleador puede esperar lógicamente una implicación en el funcionamiento de la empresa y el deseo por parte del trabajador de unos buenos resultados, así como que establezca un buen clima con sus compañeros y en la empresa.
Desde un punto de vista organizativo, se puede considerar que el contrato psicológico lo forman elementos transaccionales (como por ejemplo los incentivos o las horas de trabajo), mensurables más objetivamente, y elementos relacionales (como por ejemplo la dignidad en el trato).

## Cláusulas abusivas
El contrato psicológico también puede incluir cláusulas abusivas, como lo puede ser que el empresario espere del trabajador horas extras o trabajo en casa.

## Violación del contrato psicológico
La violación del contrato psicológico se produce cuando una de las dos partes percibe que la otra ha faltado a sus obligaciones.